# Tubiluchus australensis
Tubiluchus australensis är en djurart som tillhör fylumet snabelsäckmaskar, och som beskrevs av van der Land 1985. Tubiluchus australensis ingår i släktet Tubiluchus och familjen Tubuluchidae. Inga underarter finns listade i Catalogue of Life.